# Hyporhagus minimus
Hyporhagus minimus es una especie de coleóptero de la familia Monommatidae.

## Distribución geográfica
Habita en Brasil.